# سندرم استرج-وبر
سندرم استرج-وبر (Sturge–Weber Syndrome)، که گاهی به عنوان angiomatosis encephalotrigeminal شناخته می‌شود، یک بیماری مادرزادی عصبی همراه با اختلال پوستی نادر است. این بیماری از دسته فاکوماتوزها است و اغلب با لکه‌های شرابی صورت، گلوکوم، تشنج، ناتوانی ذهنی و آنژیوم لپتومننژال همان طرف (ناهنجاری‌ها و تومور مغزی) همراه است. سندرم استورج وبر را می‌توان به سه نوع مختلف طبقه‌بندی کرد. نوع ۱ شامل آنژیوم صورت و لپتومننژال و همچنین احتمال گلوکوم یا ضایعات کوروئید است. به‌طور معمول، فقط یک طرف مغز تحت تأثیر قرار می‌گیرد. این نوع رایج‌ترین است. درگیری نوع ۲ شامل آنژیوم صورت (لکه شرابی) با احتمال ایجاد گلوکوم است. هیچ مدرکی در مورد درگیری مغز وجود ندارد. علائم می‌توانند در هر زمان فراتر از تشخیص اولیه آنژیوم صورت نشان دهند. علائم می‌تواند شامل گلوکوم، ناهنجاری‌های جریان خون مغزی و سردرد باشد. تحقیقات بیشتری در مورد این نوع سندرم استورج وبر لازم است. نوع ۳ به‌طور انحصاری درگیر آنژیوم لپتومنینگر است. آنژیوم صورت وجود ندارد و گلوکوم به‌ندرت اتفاق می‌افتد. این نوع فقط از طریق اسکن مغزی تشخیص داده می‌شود.
استرج-وبر یک ناهنجاری رشد جنینی است که از خطا در شکل‌گیری مزودرم و اکتودرم ناشی می‌شود. برخلاف سایر اختلالات عصبی پوستی (فاکوماتوزها)، استورج-وبر به صورت دیم رخ می‌دهد (یعنی علت ارثی ندارد). علت آن موزاییک و جهش فعال کننده بدنی است که در ژن GNAQ اتفاق می‌افتد. یافته‌های تصویربرداری ممکن است شامل کلسیفیکاسیون مسیر تراموا در CT، آنژیوماتوز پیال و آتروفی نیم مغز باشد.